# Celestino Manchego Muñoz
Celestino Manchego Muñoz (Córdova, 6 de abril de 1887 - Perú, 1963) fue abogado y político peruano. Diputado por Castrovirreyna y por Huancavelica, y alcalde de las mismas jurisdicciones en las décadas de 1910 y 1920. Primer vicepresidente de la Cámara de Diputados, se encargó de la presidencia por ausencia del titular, entre 1928 y 1929. Partidario de Augusto B. Leguía, fue ministro de Estado durante el Oncenio, en los despachos de Marina, Gobierno y Fomento. Posteriormente fue senador por Huancavelica (1939-1945 y 1956-1962).

## Biografía
Hijo de José Froilán Manchego y María Cruz Muñoz. Hermano de Teodorico Manchego Muñoz, que también fue político. Cursó sus estudios escolares en el Colegio Nacional San Ramón, de Ayacucho; y en el Colegio Nacional San Luis Gonzaga, de Ica. Sus estudios superiores los realizó en la Universidad Nacional Mayor de San Marcos, en la Universidad de San Antonio Abad del Cuzco, y en la Universidad de San Agustín de Arequipa, en la que se recibió de abogado y se graduó de doctor en Jurisprudencia (1914).
Al mismo tiempo que cursaba sus estudios universitarios, se dedicó a la docencia en diversos colegios de Lima. En el Cuzco fue profesor del Colegio Nacional de Ciencias y Artes (1907-1912).
Se casó con Georgina Gelicich Dorregaray, natural de Huancayo, matrimonio que le facilitó la propiedad de la hacienda Sinto.
Incursionó en la política, como miembro del Partido Constitucional o cacerista. En 1912 fue candidato a diputado por la provincia de Castrovirreyna, pero acusado de actividades revolucionarias fue encarcelado, primero en Castrovirreyna y luego en Huancavelica. Logró huir y se trasladó a Lima para demandar ante el Poder Judicial la anulación del proceso electoral, lo que le fue denegado. En 1913 fue apresado y procesado por la justicia militar, acusado nuevamente de sedición, pero poco después se ordenó su liberación. En 1914, consumado el golpe de Estado contra el presidente Guillermo Billinghurst, apoyó al primer vicepresidente Roberto Leguía como el indicado para continuar la línea sucesoria, aunque sin éxito.
En 1913 fue elegido diputado suplente por Huancavelica. En 1916 fue elegido alcalde de Huancavelica, siendo reelegido al año siguiente. En 1917 fue candidato a senador por Huancavelica, pero el proceso electoral fue anulado por la Corte Suprema. Ese mismo año se incorporó a la Cámara de Diputados en su calidad de diputado suplente por Huancavelica, actuando en las filas de la oposición al segundo gobierno de José Pardo. En su labor parlamentaria destacan dos propósitos: la habilitación del voto femenino y su esfuerzo para que el proyectado ferrocarril Huancayo-Ayacucho pasara por Huancavelica en su ruta principal y no en un ramal secundario, como era el proyecto original (el posteriormente apodado «tren macho»).
Durante la campaña electoral de 1919 apoyó a Leguía y tuvo a su cargo el comité departamental del partido leguíista en Huancavelica. Se presentó también como candidato a diputado por Castrovirreyna, pero sobrevino el golpe de Estado del 4 de julio de 1919 protagonizado por el mismo Leguía, que convocó a elecciones para una Asamblea Nacional Constituyente. En ellas, Manchego se presentó nuevamente como candidato por Castrovirreyna, obteniendo la curul. En esta ocasión, presentó nuevamente su proyecto para dar el derecho de sufragio a las mujeres, pero no prosperó.
Culminada su labor de dar una nueva Constitución Política, la Asamblea Nacional se convirtió en Congreso Ordinario, en el que Manchego integró durante varios años las comisiones de presupuesto y de legislación. Simultáneamente, en 1920 fue elegido alcalde provincial de Castrovirreyna, siendo reelegido el año siguiente.
Su papel protagónico en el Congreso le permitió ser elegido segundo vicepresidente de la Cámara de Diputados en 1922 y primer vicepresidente en 1923 y en 1924. En las elecciones de 1924 fue reelegido como diputado, pero esta vez por Huancavelica. Logró otra reelección en 1929. De su labor parlamentaria en esta época, destaca el haber concretado su proyecto del ferrocarril a Huancavelica, que fue inaugurado en 1926.
En 1928, en su calidad de 1.º vicepresidente de la Cámara de Diputados, reemplazó interinamente al presidente Foción Mariátegui, por haber éste pedido licencia por motivos de salud.
Al gozar de la confianza del presidente Leguía, Manchego se desempeñó también como Ministro de Estado en diversos portafolios: de 1924 a 1925 fue ministro de Marina; de septiembre a diciembre de 1926, ministro de Fomento; de 1926 a 1927, ministro de Gobierno; de 1927 a 1929 nuevamente ministro de Fomento. y ese mismo año fue reelegido como diputado por Huancavelica.
En 1930, todavía bajo el Oncenio, fue nombrado ministro plenipotenciario en Alemania, pero no llegó a asumir el cargo debido al golpe de Estado de Luis Sánchez Cerro. Sufrió entonces persecución política, por haber sido uno de los más cercanos colaboradores de Leguía.
Posteriormente fue elegido senador por Huancavelica, para el periodo 1939-1945. En esta ocasión presidió la Comisión de Educación y la Vicepresidencia de la Comisión Diplomática. Fue el único senador que se opuso al ascenso del general Óscar R. Benavides al grado de mariscal. También presentó un proyecto para anular las enmiendas plebiscitarias impuestas por Benavides en 1939, que se concretó al inicio del gobierno de José Luis Bustamante y Rivero. También promovió la creación de la Corte Superior de Justicia de Huancavelica.
En las elecciones complementarias al parlamento de 1946 se presentó como candidato a senador por Huancavelica, pero perdió ante el aprista Cirilo Cornejo.
Finalizando ya el Ochenio de Manuel Odría formó parte de la comité central directivo del Frente Patriótico Nacional que lanzó la candidatura de Manuel Prado Ugarteche. Volvió al ser elegido senador para el periodo 1956-1962.
En 1922, la Sociedad Geográfica de Lima lo incorporó como socio activo. También fue miembro del Club de la Unión, del que fue presidente en el periodo 1927-1930.